# Tour d'Avala
La tour d'Avala est une tour d'observation et de télécommunication de 204,5 mètres de hauteur située sur le mont Avala, à la périphérie de Belgrade, capitale de la Serbie. 
Conçue par les architectes Uglješa Bogunović et Slobodan Janjić, elle est construite de 1961 à 1965, année de son inauguration. Elle est entièrement détruite le 29 avril 1999 durant les bombardements de l'OTAN contre la Serbie, et reconstruite à partir de 2006 pour être inaugurée le 21 avril 2010. Elle est depuis cette date la plus haute tour de Serbie et de la région des Balkans.